# Blame It on the Rain (ER)
Blame It on the Rain is de vierde aflevering van het twaalfde seizoen van de televisieserie ER, die voor het eerst werd uitgezonden op 13 oktober 2005.

## Verhaal
Het is een regenachtige dag in Chicago, en de SEH wordt overspoeld met patiënten. Waaronder een moeder met een baby die gewond zijn geraakt in een dubieus auto-ongeluk en een getrouwde man die een hartinfarct kreeg terwijl hij een sekstherapeute bezocht. 
Dr. Lockhart hoort van dr. Dubenko dat hij lijdt aan prostaatkanker en hieraan geopereerd moet worden. Hij kan hierdoor erectiestoornis aan overhouden en vraagt aan dr. Lockhart of zij met hem seks wil hebben omdat misschien dit voor de laatste keer kan, zij wijst vriendelijk dit aanbod af. 
Dr. Kovac krijgt een comateuze patiënte onder zijn hoede, later op de dag ontwaakt zij ineens na zes jaar in coma gelegen te hebben. 
Taggart is de werkwijze van Peyton beu en confronteert haar hiermee.
Markovic wordt door dr. Weaver in een onweersbui op pad gestuurd om een cadeau te kopen, niet wetende dat hij bang is voor onweer. Later blijkt dat de angst niet ongegrond is als Markovic wordt geraakt door de bliksem.

## Rolverdeling

### Hoofdrollen
- Goran Višnjić - Dr. Luka Kovac
- Maura Tierney - Dr. Abby Lockhart
- Mekhi Phifer - Dr. Gregory Pratt
- Parminder Nagra - Dr. Neela Rasgrota
- Shane West - Dr. Ray Barnett
- Scott Grimes - Dr. Archie Morris
- Laura Innes - Dr. Kerry Weaver
- Kristen Johnston - Dr. Eve Peyton
- Leland Orser - Dr. Lucien Dubenko
- Michael B. Silver - Dr. Paul Myers
- Linda Cardellini - verpleegster Samantha 'Sam' Taggart
- Yvette Freeman - verpleegster Haleh Adams
- Lily Mariye - verpleegster Lily Jarvik
- Kyle Richards - verpleegster Dori
- Lyn Alicia Henderson - ambulancemedewerker Pamela Olbes
- Michelle Bonilla - ambulancemedewerker Christine Harms
- Louie Liberti - ambulancemedewerker Bardelli
- Troy Evans - Frank Martin
- Abraham Benrubi - Jerry Markovic
- China Shavers - Olivia Evans

### Gastrollen (selectie)
- Megan Ward - Judy Anderson
- David DeLuise - Brad Anderson
- Daniel Clark - Jason Digby
- Blair Bess - Lawrence Digby
- Emma Polhemus - Ellie Digby
- Stana Katic - Blaire Collins
- Clare Carey - Shauna
- Paul Norwood - Lee Rafferty
- Mandy June Turpin - Viv Rafferty